# Opostega stekolnikovi
Opostega stekolnikovi là một loài bướm đêm thuộc họ Opostegidae. Nó được Koslov miêu tả năm 1985. Nó được tìm thấy ở former Liên Xô.